# Katalin Kasza
Katalin Kasza est une chanteuse lyrique hongroise (soprano), née le 24 juin 1942 à Szeged (Hongrie)

## Enregistrements
- Le Château de Barbe-Bleue de Béla Bartók, Orchestre philharmonique de Budapest, György Melis (Barbe-Bleue), Katalin Kasza (Judith), direction : János Ferencsik (1970)